# Кристина
Кристи́на, Христи́на (от др.-греч. Χριστός — Христос) — распространённое женское имя.

## История имени
Имя имеет греческое происхождение, его значение — «христианка», «посвящённая Христу». Было принесено в русский язык из Византии вместе с христианством. В СССР имя Христина не имело широкого распространения, хотя в скором времени появился фонетически деформированный вариант Кристина. Словарь личных имён под редакцией Петровского называет вариант Кристина разговорным произношением имени Христина.
В 1988 году в Ленинграде среди учтённых женщин от 20 лет и старше Кристин не было, тем не менее, это имя было дано 18 новорождённым из 2000-х гг. Анна Суслова в своей книге «О русских именах» относит имя Кристина к группе имён ограниченного распространения.

## Именины
- Православные (даты даны по григорианскому календарю)[5]: 19 февраля, 26 марта, 31 мая, 13 июня, 6 августа, 7 декабря.
- Католические: 13 февраля, 22 июня, 26 июля, 27 декабря[6].